# ТКБ-517
ТКБ-517 (от Тульское Конструкторское Бюро) — советский автомат, разработанный Германом Александровичем Коробовым в ЦКИБ СОО.

## История
Новый автомат явился развитием серии ТКБ-454, первый автомат которой (ТКБ-454-43) был создан в 1947 году и имел автоматику на основе свободного затвора. В последующих вариантах (ТКБ-454-5, ТКБ-454-6, ТКБ-454-7А) Коробов перешёл к автоматике с полусвободным затвором из-за сильной загазованности первоначальной системы. В ходе испытаний ТКБ-454 в 1952 году было установлено его превосходство над автоматом Калашникова: лучшая кучность (1,3—1,9 раза для малоопытных стрелков), меньшая в 2 раза трудоёмкость производства и меньшая на 0,5 кг масса.
В 1953 году Главное Артиллерийское Управление выдает тактико-технические требования и организовывает опытно-конструкторские работы по созданию нового унифицированного стрелкового комплекса для Советской армии, состоящего из автомата и ручного пулемёта. В ходе выполнения этих работ Коробов создаёт ТКБ-517 на базе ТКБ-454. В январе-феврале 1957 года состоялись испытания, в ходе которых автомату ТКБ-517 противостоял автомат Калашникова модернизированный. Образец Коробова имел преимущество по кучности, в следующем году оба автомата были отправлены на доработку. Доработка и испытания ТКБ-517 были признаны нецелесообразными, поскольку автомат Калашникова был освоен в производстве и проверен в войсках, что упрощало принятие на вооружение его модификации.
Кроме того, автоматика с полусвободным затвором, в отличие от выбранной Калашниковым, чувствительна к времени (скорости) сгорания метательного заряда, а через него — к типу и качеству пороха и внешней температуре.

## Конструкция
ТКБ-517 выполнен на основе автоматики с полусвободным затвором. Затворная группа состоит из лёгкого затвора и более тяжелой затворной рамы. На затворе установлен двуплечий рычаг, нижним плечом при закрытом положении затвора упирающийся в ствольную коробку, а верхним — в затворную раму. В момент выстрела пороховые газы начинают давить на дно гильзы, двигая её назад в патроннике, из-за чего она давит на зеркало затвора. Верхнее плечо рычага приводит затворную раму в движение. Из-за разницы плеч непосредственно после выстрела затвор движется медленно, в отличие от затворной рамы. К тому моменту, когда давление в патроннике снижается до безопасного уровня, рычаг-замедлитель выходит из зацепления и дальше затвор с затворной рамой, сжимая возвратную пружину движутся вместе. Стреляная гильза извлекается и выбрасывается, а когда затворная группа идёт обратно, в патронник подается новый патрон. Рукоятка затвора неподвижно закреплена на затворной раме справа.
Цевьё — штампованное из стального листа. В конструкции УСМ имеется автоспуск, который играет роль межциклового замедлителя и позволяет успокаивать колебания оружия. УСМ позволяет вести огонь как одиночными, так и непрерывными очередями. Предохранитель-переводчик расположен над спусковой скобой с правой стороны ствольной коробки. Открытый прицел с качающимся целиком фиксировался по лункам на стенке ствольной коробки, позволяя стрелкам выставлять требуемую дальность на слух (по щелчкам).
Ручной пулемёт ТКБ-523 отличался большей длиной ствола, формой приклада и ёмкостью магазина.